# Simpsonichthys zonatus
Simpsonichthys zonatus és un peix de la família dels rivúlids i de l'ordre dels ciprinodontiformes.

## Morfologia
Els adults poden assolir fins a 5 cm de longitud total.

## Distribució geogràfica
Es troba a Sud-amèrica.